# Emmanuel Soudieux
Emmanuel Soudieux, né le 30 juillet 1919 à Liège (Belgique) et mort le 23 octobre 2006 à Paris, est un contrebassiste de jazz.
Contrebassiste préféré de Django Reinhardt, il est le premier en Europe à jouer les 4 temps en walking bass.